# Котленски проход

Котленски проход е планински проход (седловина) в централната част на Котленска планина (част от Източна Стара планина), в Община Котел, област Сливен.
Дължината на прохода е 14,6 km, а надморската височина на седловината е 659 m.
Проходът свързва долината на река Голяма Камчия на север с долината на Котленска река (ляв приток на Луда Камчия) на юг. Проходът започва в южната част на село Тича на 331 m н.в., изкачва се по долината на един малък десен приток на река Голяма Камчия) и след 10 km достига до седловината на 659 m н.в. След това слиза от нея и след 4,6 km завършва в източната част на град Котел, на 513 m н.в.
През него преминава участък от 14,6 km от второкласния Републикански път II-48 (от km 25,3 до km 39,9), Омуртаг – Котел – Мокренски проход. Проходът е удобен за преминаване и се поддържа целогодишно за движение на МПС. Поради ниската си надморска височина е използван и през древността и Средновековието.

## Други
На Котленския проход е наречена улица в квартал „Стрелбище“ в София (Карта).

## Топографска карта
- Лист от карта K-35-41. Мащаб: 1 : 100 000.